# Joseph Nunzio Latino

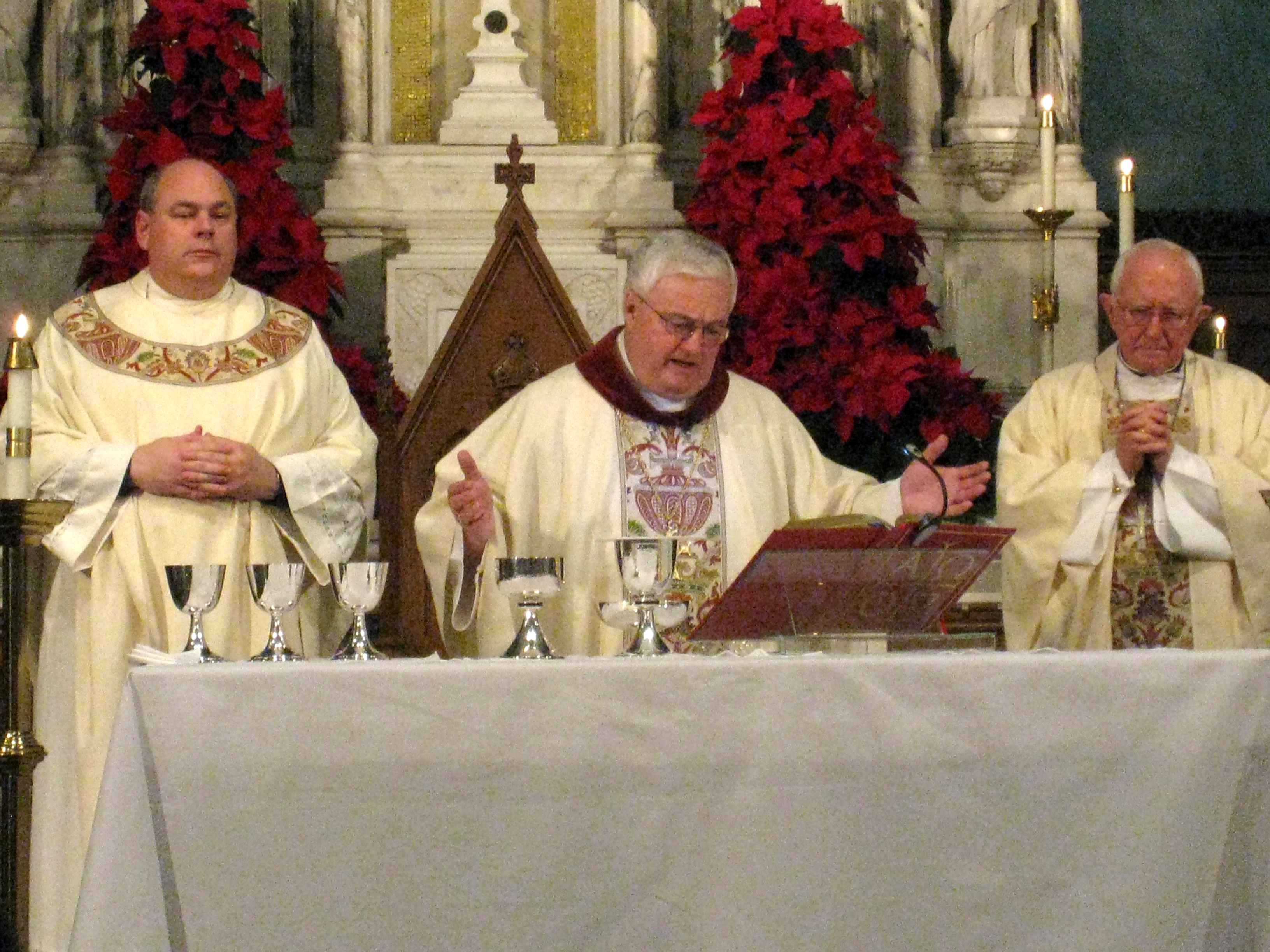
Joseph Nunzio Latino (Mitte, 2008)

Joseph Nunzio Latino (* 21. Oktober 1937 in New Orleans; † 28. Mai 2021 in Jackson, Mississippi) war ein US-amerikanischer Geistlicher und römisch-katholischer Bischof von Jackson.

## Leben
Joseph Nunzio Latino besuchte die Saint James Major High School in New Orleans. Anschließend studierte er Philosophie und Katholische Theologie am Saint Joseph College Seminary in Covington und am Notre Dame Seminary in New Orleans. Latino empfing am 25. Mai 1963 in der St. Louis Cathedral durch den Apostolischen Administrator von New Orleans, John Patrick Cody, das Sakrament der Priesterweihe für das Erzbistum New Orleans.
Latino war zunächst als Pfarrvikar der Pfarreien Saint Francis de Sales in Houma (1963–1968), Saint Philip Neri in New Orleans (1969–1971) und Saint Angela Merici in Metairie (1971–1972) tätig, bevor er Pfarrer der Pfarrei Saint Bernadette Soubirous in Houma wurde. Daneben war Joseph Nunzio Latino von 1968 bis 1969 Lehrer und Spiritual am St. John Prep Seminary in New Orleans. Er wurde am 2. März 1977 in den Klerus des Bistums Houma-Thibodaux inkardiniert. Am 6. Januar 1983 verlieh ihm Papst Johannes Paul II. den Ehrentitel Päpstlicher Ehrenprälat. Ab 1987 war Joseph Nunzio Latino Generalvikar und Diözesankanzler des Bistums Houma-Thibodaux sowie Pfarrer der Kathedrale Saint Francis of Sales in Houma. Nachdem Charles Michael Jarrell am 8. November 2002 zum Bischof von Lafayette ernannt worden war, wurde Latino Diözesanadministrator des Bistums Houma-Thibodaux.
Papst Johannes Paul II. ernannte ihn am 3. Januar 2003 zum Bischof von Jackson. Der Erzbischof von Mobile, Oscar Hugh Lipscomb, spendete ihm am 7. März desselben Jahres in der Kathedrale St. Peter the Apostle in Jackson die Bischofsweihe; Mitkonsekratoren waren John Clement Favalora, Erzbischof von Miami, und William Russell Houck, emeritierter Bischof von Jackson. Sein Wahlspruch Ut unum sint („Damit sie eins seien“) stammt aus Joh 17,11 .
Am 12. Dezember 2013 nahm Papst Franziskus seinen altersbedingten Rücktritt an. Joseph Nunzio Latino starb im Mai 2021 im University Medical Center in Jackson.